# Офіційна Ірландська республіканська армія
Офіційна Ірландська республіканська армія (англ. Official Irish Republican Army; скорочення ОІРА, англ. OIRA; іноді Червона Ірландська республіканська армія (прізвисько)) — була ірландською республіканською парамілітарною організацією, що мала за мету від'єднання Північної Ірландії зі Сполученого Королівства та створення соціалістичної республіки, яка охопила би територію усієї Ірландії. Вона виникла в грудні 1969 року незабаром після початку Конфлікту у Північній Ірландії, коли Ірландська республіканська армія розкололася на дві фракції «Офіційну» та «Тимчасову». Обидві фракції називали себе просто Ірландська республіканська армія (ІРА) та не визнавали легітимність одна одної. На відміну від «Тимчасової ІРА», представники «Офіційної ІРА» були марксистами і працювали над створенням «об'єднаного фронту» з іншими ірландськими комуністами, формуючи Ірландський національний фронт визволення (англ. Irish National Liberation Front (NFL)).